# Dikson (otok)
Dikson (rus. Диксон) je ime otoka u sjeveroistočnom dijelu Jenisejskog zaljeva u Karskom moru, nedaleko od ušća rijeke Jenisej. Upravno pripada Tajmirskom autonomnom okrugu na sibirskom dalekom sjeveru.
Otkriven je vjerojatno početkom 17. stoljeća i od tada je bio poznat pod imenom Dolgi ("dugi") otok, odnosno Kuzkin, prema njegovu pomor'skom istraživaču.  Godine 1878. švedski istraživač Adolf Erik Nordenskiöld ga je preimenovao prema imenu bogatog trgovca Oskara Dicksona, jednog od pokrovitelja ekspedicije. Inače, Dikson je prvotno bio naziv koji je Nordenskiöld 1875. godine dao u kopno duboko urezanoj istočnoj obali. Dikson je tako od 1884. godine službeno ime otoka.
Dikson je 7. rujna 1915. postao mjesto prve ruske radijske postaje na Arktiku, a od 1916. godine na otoku radi i hidrometeorološka postaja, što je 1930-ih omogućilo osnivanje radiometeorološkog središta i geofizičkog opservatorija, prvih na Sjevernom morskom putu.
Luka na kopnenoj strani je sagrađena 1935., a 1957. godine dva naselja su spojena u jedno.
Površina otoka Diksona je 25 km². Visine je do 50 m, a morfološki ga velikim dijelom čini dijabaz.

## Vanjske poveznice
|  | Zajednički poslužitelj ima još gradiva o temi Dikson (otok) |